# De Ronde Venen

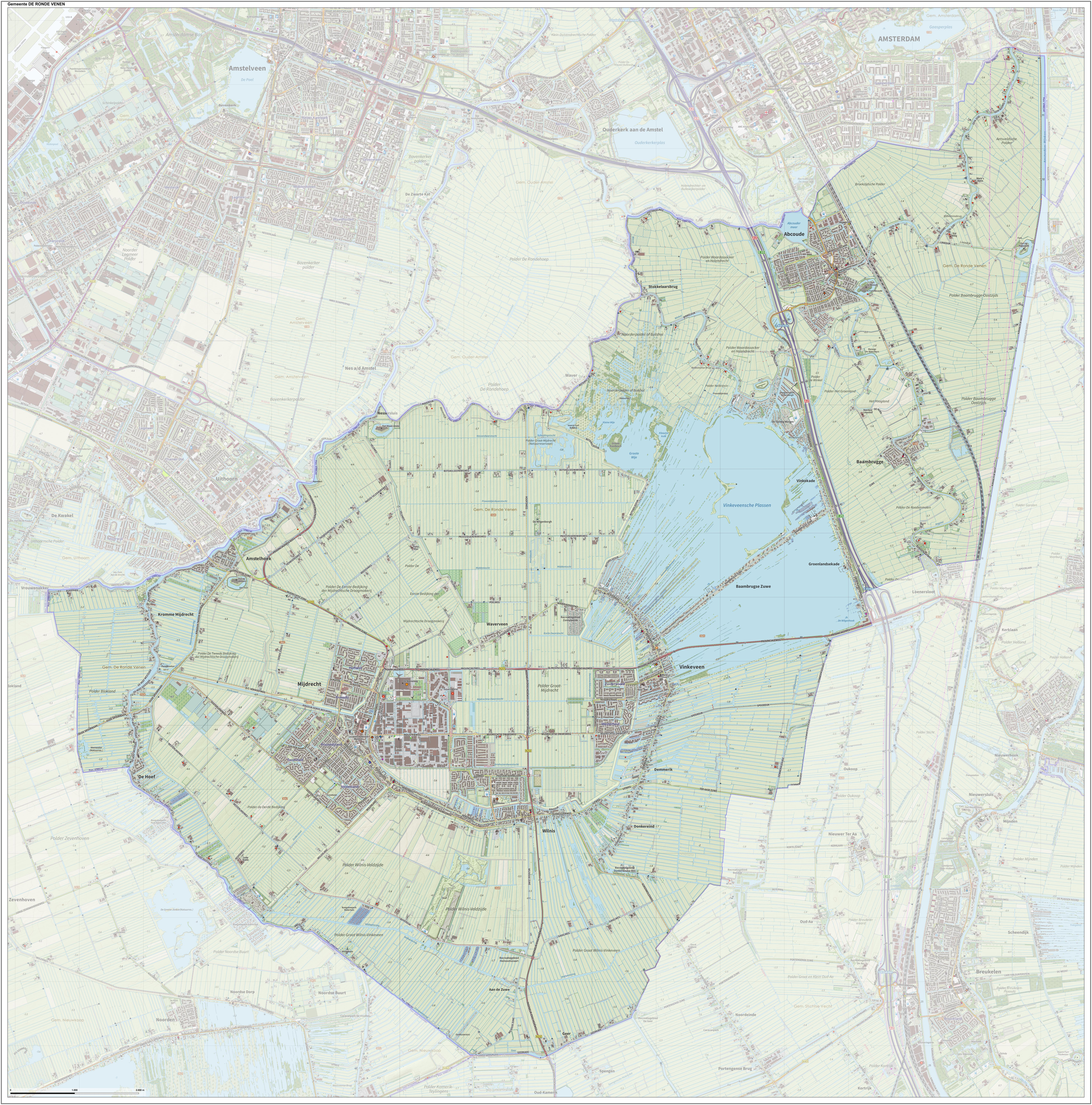
Topografische gemeentekaart van De Ronde Venen, per september 2022

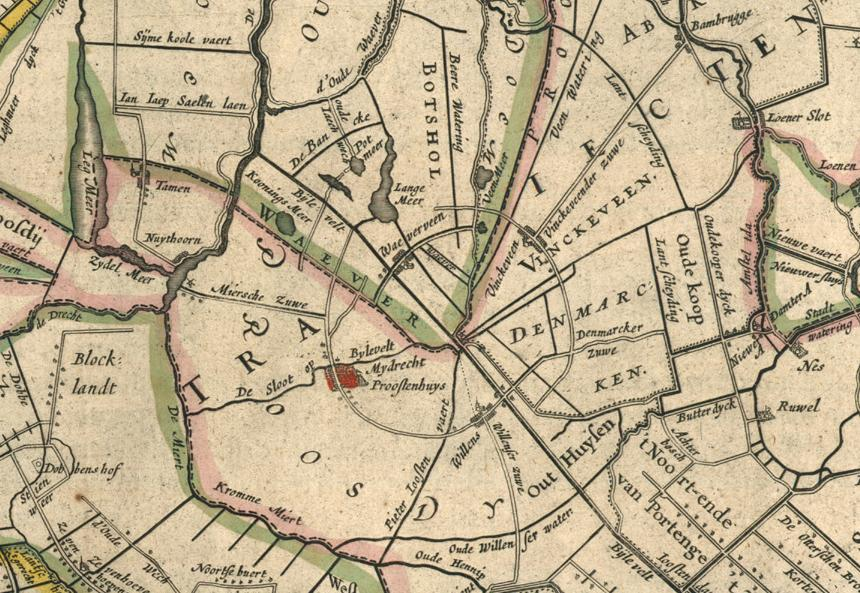
Kaart uit 1665

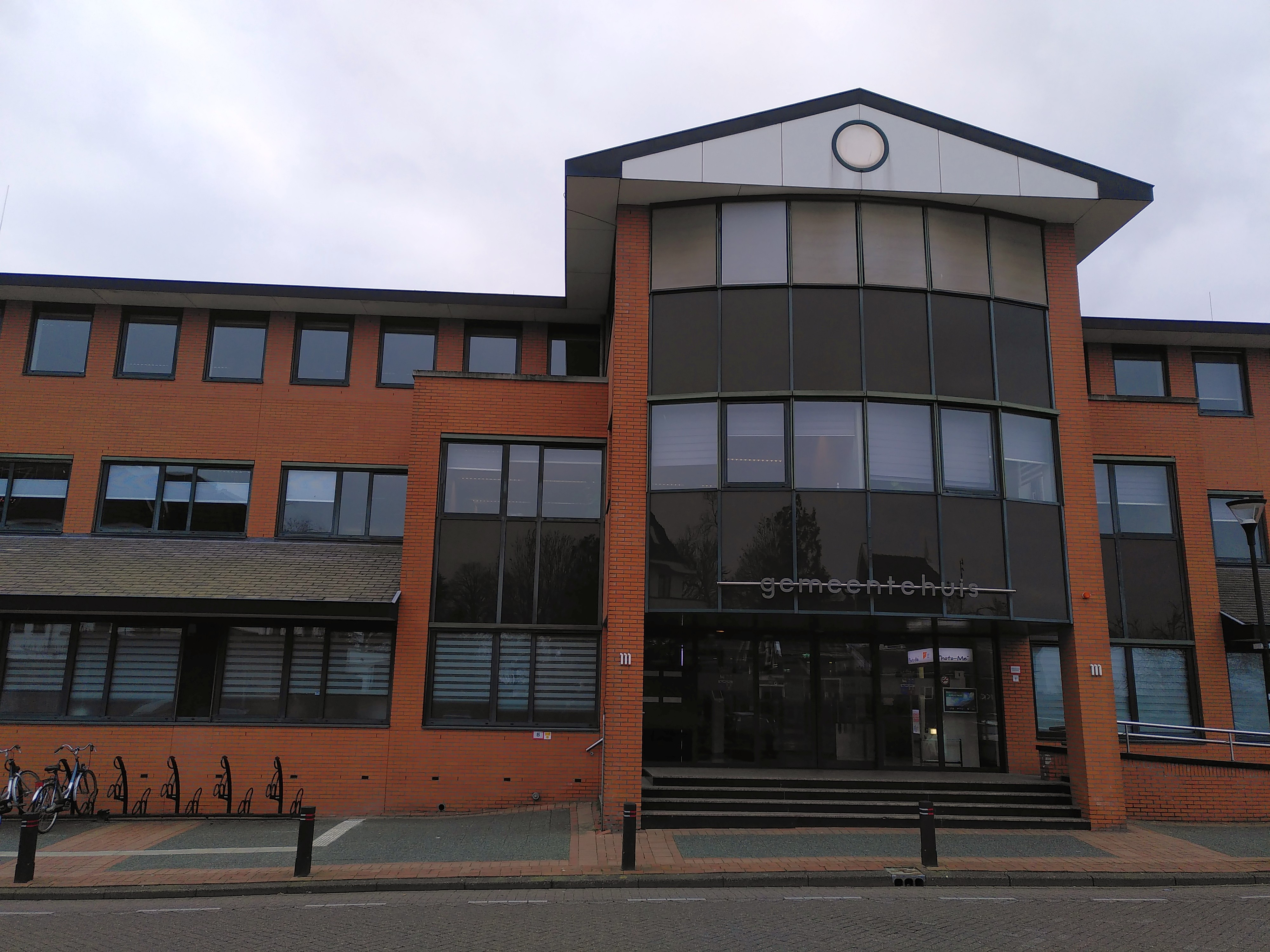
Het gemeentehuis van de gemeente De Ronde Venen, in de plaats Mijdrecht

De Ronde Venen (uitspraakⓘ) is een gemeente in het noordwesten van de Nederlandse provincie Utrecht. De gemeente telt 45.813 inwoners (22 november 2024, bron: CBS) en heeft een oppervlakte van 116,98 km² (waarvan 16,21 km² water). Mijdrecht is de grootste plaats en tevens hoofdplaats van de gemeente.

## Geschiedenis

### Het ontstaan van De Ronde Venen
Het gebied De Ronde Venen is ontstaan door de turfwinning en inpoldering. Rond het gebied liggen de rivieren de Kromme Mijdrecht, de Amstel, de Waver, de Winkel, de Angstel en de Aa. Deze wateren vormen een bijna gesloten cirkel, wat de wijze van ontginning en verkaveling heeft bepaald. Oorspronkelijk behoorde De Ronde Venen tot het gebied dat de Duitse keizer Otto I in 953 aan de bisschop van Utrecht had gegeven. Toen deze schenking plaatsvond, was het gehele gebied nog onontgonnen. De ontginning van het gebied begon toen Bisschop Koenraad van Utrecht het gebied schonk aan het Kapittel van Sint Jan, Utrecht. De reden dat de bisschop het gebied De Ronde Venen aan het Kapittel schonk is te verklaren door de vele conflicten die zich in die tijd afspeelden. Er waren twee belangrijke redenen: er moest een grens komen tussen Holland en het Sticht en het veenland moest ontgonnen worden. Het Kapittel van Sint-Jan werd pas volledig gevormd wanneer het gebied ontgonnen was. Het Kapittel had er daarom baat bij dat dit zo snel mogelijk gebeurde. 
In 1989 werd een gemeente De Ronde Venen gevormd door samenvoeging van de voormalige gemeenten Mijdrecht, Vinkeveen en Waverveen en Wilnis. De huidige gemeente De Ronde Venen is op 1 januari 2011 ontstaan door de samenvoeging van de voormalige gemeenten Abcoude en De Ronde Venen.

## Geografie
De Ronde Venen bestaat hoofdzakelijk uit ingepolderd veengebied. In het oosten van de gemeente bevinden zich de Vinkeveense Plassen. De plassen en het Botshol vormen een fysieke scheiding tussen Abcoude en Baambrugge enerzijds en het eigenlijke gebied van de Ronde Venen anderzijds. Er loopt echter wel een weg door de Vinkeveense plassen, de Baambrugse Zuwe. Centraal in de gemeente, tussen de oude dorpskernen van Mijdrecht, Vinkeveen en Wilnis, bevindt zich de diepgelegen polder Groot-Mijdrecht (6 meter beneden NAP).

### Kernen
Dorpen en buurtschappen:
- Abcoude met Stokkelaarsbrug
- Amstelhoek met Mennonietenbuurt
- Baambrugge
- De Hoef met Kromme Mijdrecht
- Mijdrecht
- Vinkeveen met Achterbos, Baambrugse Zuwe, Demmerik, Donkereind, Groenlandsekade en Vinkenkade
- Waverveen met Botshol, Gemaal en Nessersluis
- Wilnis met Aan de Zuwe en Geer

### Aangrenzende gemeenten
| Aangrenzende gemeenten | Aangrenzende gemeenten | Aangrenzende gemeenten | Aangrenzende gemeenten | Aangrenzende gemeenten |
| ---------------------- | ---------------------- | ---------------------- | ---------------------- | ---------------------- |
| Amstelveen (NH)        |                        | Ouder-Amstel (NH)      |                        | Amsterdam (NH)         |
|                        |                        |                        |                        |                        |
| Uithoorn (NH)          |                        |                        |                        |                        |
|                        |                        |                        |                        |                        |
| Nieuwkoop (ZH)         |                        | Woerden                |                        | Stichtse Vecht         |

## Gemeentebestuur
Burgemeester is sinds 2011 Maarten Divendal (lid van PvdA). Hij is de eerste (reguliere) burgemeester van de gemeente in de huidige vorm.

### Gemeenteraad
De gemeenteraad van De Ronde Venen bestaat uit 27 zetels. Hieronder staat de samenstelling van de gemeenteraad sinds 1998:
| Gemeenteraadszetels            | Gemeenteraadszetels | Gemeenteraadszetels | Gemeenteraadszetels | Gemeenteraadszetels | Gemeenteraadszetels | Gemeenteraadszetels | Gemeenteraadszetels |
| Partij                         | 1998                | 2002                | 2006                | 2011                | 2014                | 2018                | 2022                |
| ------------------------------ | ------------------- | ------------------- | ------------------- | ------------------- | ------------------- | ------------------- | ------------------- |
| Ronde Venen Belang             | 4                   | 5                   | 4                   | 3                   | 4                   | 4                   | 10                  |
| CDA                            | 5                   | 5                   | 6                   | 7                   | 7                   | 6                   | 5                   |
| D66                            | 1                   | -                   | 1                   | 2                   | 5                   | 4                   | 3                   |
| GroenLinks-PvdA-Lokaal Sociaal | 3                   | 4                   | 4                   | 3                   | 2                   | 3                   | 3                   |
| VVD                            | 5                   | 5                   | 3                   | 6                   | 5                   | 5                   | 3                   |
| ChristenUnie-SGP               | 2                   | 2                   | 2                   | 2                   | 2                   | 1                   | 1                   |
| Inwoners Collectief            | -                   | -                   | -                   | -                   | -                   | -                   | 1                   |
| Seniorenpartij                 | -                   | -                   | -                   | -                   | -                   | 3                   | 1                   |
| 8 Kernen                       | -                   | -                   | -                   | 2                   | 2                   | 1                   | -                   |
| Gemeentebelangen               | 2                   | -                   | 2                   | -                   | -                   | -                   | -                   |
| Samen voor Abcoude-Baambrugge  | -                   | -                   | -                   | 2                   | -                   | -                   | -                   |
| VVW voor Samenwerkende Kernen  | 1                   | 2                   | 1                   | -                   | -                   | -                   | -                   |
| Totaal                         | 23                  | 23                  | 23                  | 27                  | 27                  | 27                  | 27                  |
| Opkomst                        |                     |                     |                     | 47,03%              |                     |                     |                     |

In 2002 concurreerden GroenLinks-PvdA met D66

 
Een bestuurscoalitie werd in 2022 gevormd door: Ronde Venen Belang, VVD & D66.

## Stations
Sinds de fusie van 2011 ligt binnen de gemeente een spoorwegstation, namelijk station Abcoude. In de 20e eeuw zijn er ook stations geweest in Mijdrecht, Wilnis en Vinkeveen aan de Spoorlijn Aalsmeer - Nieuwersluis-Loenen van de Haarlemmermeerspoorlijnen. Deze drie stationsgebouwen staan op de gemeentelijke monumentenlijst. Op dit traject reden stoomtreinen voor personenvervoer van 1915 tot 1950. De spoorlijn is nog tot 1986 gebruikt voor goederenvervoer.

## Monumenten en beelden
In de gemeente zijn er een aantal rijksmonumenten, gemeentelijke monumenten en oorlogsmonumenten, zie:
- Lijst van rijksmonumenten in De Ronde Venen
- Lijst van gemeentelijke monumenten in De Ronde Venen
- Lijst van oorlogsmonumenten in De Ronde Venen
- Lijst van beelden in De Ronde Venen

## Stedenband
- Kolín (Tsjechië)

Abcoude, een van de kernen binnen de gemeente, was verzusterd met de Belgische gemeente Lennik wegens oude banden met de adellijke heersers van het Kasteel van Gaasbeek aldaar. Nadat Abcoude was opgegaan in de gemeente De Ronde Venen werd eind 2011 besloten de zusterband, met bijbehorende tradities, te stoppen in het kader van bezuinigingen. Zij houdt echter de zusterband met het Tsjechische Kolín, waar geen directe aanleiding of verklaring voor is, wel in stand.

## Woonachtig geweest
- Adriaan Bellersen (1883 - 1948), wielrenner
- Adrianus van der Vaart (1901 - 2008), oudste levende man van Nederland
- André Hazes (1951 - 2004), zanger
- Antony Gooszen (1864 - 1922), officier in het Koninklijk Nederlandsch-Indisch Leger
- Jan Boer (1944 - 2014), cultureel ondernemer
- Johan Cruijff (1947 - 2016), profvoetballer en voetbalcoach
- Lou van Rees (1916 - 1993), impresario
- Maup Caransa (1916 -2009), ondernemer en onroerendgoedhandelaar